# Georgios Papadopoulos
Georgios Papadopoulos (Grieks: Γεώργιος Παπαδόπουλος; in het Nederlands meestal George Papadopoulos genoemd) (Eléochorion, 5 mei 1919 – Athene, 27 juni 1999) was een Grieks militair, met sinds 1967 de rang van kolonel, en uiterst rechts politicus. In 1967 kwam hij door een staatsgreep aan de macht. Vanaf 1 juni 1973 was hij bijna zes maanden president van Griekenland.

## Achtergrond
Papadopoulos werd in een middenklassengezin geboren. Zijn vader, Christos Papadopoulos, was leraar. Zijn moeder was Chrysoula Papadopoulos. Papadopoulos volgde lager en middelbaar onderwijs en werd in 1937 ingeschreven bij de militaire academie van Athene. In 1940 voltooide hij zijn opleiding.

## Rol tijdens de Tweede Wereldoorlog
Op 28 oktober 1940 verwierp premier Ioannis Metaxas een Italiaans ultimatum, waarna Griekenland door Italië werd aangevallen. De Grieken wisten de Italianen terug te dringen tot in Albanië, destijds een Italiaans protectoraat. Pas toen nazi-Duitsland Italië in april 1941 te hulp schoot, werd het Griekse leger verslagen. Na de capitulatie op 27 april 1941 sloot een groot aantal Grieken zich aan bij het verzet (zoals de linkse ELAS). Papadopoulos sloot zich echter aan bij het Veiligheidsbataljon, dat door de nazi's was opgericht om hen te assisteren bij het oprollen van het verzet. Uiteindelijk bereikte Papadopoulos de rang van kapitein.

## Voorbereiding van de staatsgreep
Na de Tweede Wereldoorlog werkte hij voor de Griekse veiligheidsdienst KYP. In 1967 werd hij bevorderd tot kolonel. Papadopoulos had zich inmiddels aangesloten bij een groep officieren die bezig was met het voorbereiden van een staatsgreep.

## De staatsgreep en de junta
Op 21 april 1967 pleegde Papadopoulos samen met zijn collega-samenzweerders een staatsgreep en bracht de regering ten val. Er werd een militaire dictatuur gevormd (kolonelsregime) en Konstantinos Kollias, een partijloos politicus, werd tot premier aangesteld. Papadopoulos werd als minister toegevoegd aan de premier. Het nieuwe regime droeg een anticommunistisch karakter. De grondwet werd buiten werking gesteld en invloedrijke personen van (centrum)links werden gevangengezet in kampen. Enkele vooraanstaande politici, zoals Konstantinos Karamanlis en Andreas Papandreou, wisten naar het buitenland te ontkomen en voerden vanuit hun ballingsoorden oppositie.
In december 1967 pleegde een aantal officieren in opdracht van koning Constantijn II een mislukte contrastaatsgreep. De koning wist naar het buitenland te ontkomen en generaal Georgios Zoitakis werd regent in de plaats van koning Constantijn. Op 13 december 1967 nam Papadopoulos het premierschap en enkele ministersposten (o.a. dat van Defensie) op zich. Er volgde een periode van repressie en terreur. In augustus 1968 mislukte een aanslag op Papadopoulos.
Het "kolonelsregime" werd gesteund door de CIA, de Amerikaanse inlichtingendienst. De Europese Gemeenschap, die aanvankelijk een afwachtende houding aannam, werd later kritischer. Griekenland trad daarop uit eigen beweging uit de Raad van Europa. Ofschoon fel anticommunistisch (er waren betrekkingen met Italiaanse fascisten), waren de betrekkingen met de communistische landen uitstekend. Vanaf 1970 was er zelfs diplomatieke activiteit te bespeuren met Albanië. In juli 1970 nam Papadopoulos ook het ministerschap van Buitenlandse Zaken op zich. Daarna nam hij ook Defensie en het economisch beleid op zich.

## Aanslag
Op 13 augustus 1968 pleegde de dertigjarige student Alexandros Panagoulis een aanslag op kolonel Papadopoulos. In Lagonsi, bij het zomerhuis van Papadopoulos, wierp hij een bom naar diens auto. De bom raakte zijn doel niet en er vielen geen slachtoffers. Panagoulis werd door de militaire politie gearresteerd en werd voorgeleid aan een militair tribunaal. Hij werd gemarteld omdat men wilde weten of hij lid was van een communistische verzetsbeweging. Panagoulis zei dat hij de aanslag had gepleegd uit wraak voor het vermoorden van de democratie in Griekenland. Aanvankelijk werd hij ter dood veroordeeld, maar onder grote internationale druk werd zijn straf omgezet in dertig jaar gevangenisstraf.

## President van Griekenland
Nadat de royalistische oppositie definitief was uitgeschakeld, werd Papadopoulos op 21 maart 1972 regent. Eind mei 1973 pleegden marineofficieren een mislukte staatsgreep. Op 1 juni 1973 riep Papadopoulos de republiek uit en na een dubieus referendum op 29 juli volgde zijn benoeming tot president. Verzet van de zijde van studenten en intellectuelen tegen zijn dictatoriaal en repressief regime werd in november bloedig onderdrukt. Dit betekende het einde voor het bewind van Papadopoulos. Op 25 november 1973 nam generaal Dimitrios Ioannidis de macht over, plaatste Papadopoulos onder huisarrest en stelde generaal Phaidon Gizikis aan als president; Ioannidis bleef vanachter de schermen aan de touwtjes trekken.

## Terugkeer naar de democratie
Na Griekenlands terugkeer naar de democratie in juli 1974 werd Papadopoulos in augustus 1975 wegens hoogverraad en muiterij ter dood veroordeeld. In 1976 werd hem zijn militaire rang ontnomen en de doodstraf werd omgezet in levenslange gevangenisstraf. Hij werd opgesloten in de streng bewaakte gevangenis van Korýdallos bij Athene, waar hij in 1999 na 23 jaar gevangenschap overleed. Ondanks zijn gevangenschap bleef Papadopoulos vanaf 1984 tot aan zijn dood op tachtigjarige leeftijd fungeren als leider van de uiterst rechts georiënteerde Ethnikí Politikí Énosis (Nationale Politieke Verbond).